# Мбоу, Амаду-Махтар
Амаду-Махтар Мбоу (М’Боу; 20 марта 1921, Дакар, Французская Западная Африка — 24 сентября 2024) — сенегальский политик и деятель образования, генеральный директор ЮНЕСКО (1974—1987).

## Биография
Участвовал во Второй мировой войне как доброволец Французской армии. В 1951 году окончил Сорбонну. Был учителем истории и географии в Сенегале, затем директором департамента начального образования (1952—1957) и министром образования и культуры этой колонии (1957—1958).
После обретения Сенегалом независимости стал министром образования (1966—1968) и министром культуры (1968—1970) этой страны.
С 1953 года сотрудничал с ЮНЕСКО, был руководителем делегаций от Сенегала. Дважды избирался генеральным директором ЮНЕСКО (1974—1980; 1980—1987), стал первым и до сих пор единственным африканцем на этом посту. Поддерживал так называемый «Новый мировой информационный и коммуникационный порядок».
Почётный доктор Белградского университета (1980), колумбийского Университета Каука (1987, Universidad del Cauca), ряда других университетов.
Командор ордена Почётного легиона (2011).
Умер 24 сентября 2024 года в возрасте 103 лет.